# Мстиславова грамота
Мстисла́вова гра́мота — древнейший сохранившийся памятник древнерусской литературы, датируемый 1128—1132 годами. Хранится в Новгородском государственном объединённом музее-заповеднике в коллекции «Документы до 1917 года».
Грамота также известна как «Юрьева грамота» или «Жалованная грамота князя Мстислава и сына его Всеволода Новгородскому Юрьеву монастырю». Текст представляет собой жалованную грамоту от великого князя Мстислава Владимировича и его сына Всеволода Мстиславовича новгородскому Юрьеву монастырю, в бумагах которого и был найден список грамоты в начале XIX века (1804 или 1807 гг.) митрополитом Евгением (Болховитиновым). С грамотой также хранится серебряная печать, на лицевой стороне которой изображен «Вседержитель», а на оборотной — святой воин, сражающийся со змеем.

## Оформление грамоты
Подлинник «Мстиславовой грамоты» написан золотом на пергаментном четырёхугольном листе размером 15,5 на 15,5 см. Изначально она была богато и торжественно украшена: буквы написаны киноварными чернилами и покрыты листовой позолотой (разведённым на камеди золотом). Текст выписан полным уставным письмом. Сохранность документа неполная, некоторые части текста повреждены, что затрудняет толкование и перевод отдельных строк. Такое состояние объясняется обстоятельствами длительного хранения документа в ненадлежащих условиях. Присутствуют следы прикрепления хрисовула, сама же печать сохранилась отдельно. Печать состоит из двух серебряных и позолоченных пластин с оттисками. На одной стороне помещено изображение «Господа Вседержителя», сидящего на престоле, по сторонам головы фигуры помещалась надпись. На другой стороне — воин-святой, борющийся со змеем, оттиск неполный. По ранним предположениям исследователей, это могло быть изображение архангела Михаила или святого Георгия, однако Н. П. Лихачеву удалось установить, что оттиск изображает, по всей видимости, святого Фёдора Стратилата в «чуде о змии». Такое сочетание изображений и общий стиль печати соответствуют традиции изготовления русских хрисовулов XI—XII веков. Точно не установлено, когда именно печать была отделена от грамоты, однако, по свидетельствам обнаружившего документ Е. Болховитинова, они были найдены скрепленными шнурком, позже утраченным. Стилистика оформления и атрибуты соответствуют высокому статусу документа как жалованной грамоты.

## Орфография
Текст Мстиславовой грамоты отражает звуковой строй русского языка до эпохи полного исчезновения редуцированных. Так, согласно исследованию, проведенному советским лингвистом и литературоведом Г. О. Винокуром, тот фонетический строй, который «вскрывается» при анализе текста грамоты, может приниматься как известная переходная ступень от реконструируемого древнейшего языка к современному. В фонетическом строе, отражающемся в тексте Мстиславовой грамоты, палатализованные варианты согласных только начинают выделяться в самостоятельные единицы языка по отношению к непалатализованным их вариантам, как это происходит и в современном русском языке.
Мстиславова грамота содержит 19 возможных групп согласных в 52 случаях употребления. Это, по словам Г. О. Винокура, свидетельствует о слабом развитии групп согласных в языке грамоты и несклонности этого языка к закрытым слогам. Изучив соотношение гласных в положении после согласных, лингвист делает несколько выводов, а именно: 1) палатальные гласные невозможны после велярных согласных; 2) гласные у, ъ, о, невозможны после палатальных согласных; 3) никакие гласные невозможны после палатализованных согласных, кроме и, а.

## История грамоты

### Обнаружение списка грамоты
Список грамоты был найден в начале XIX века (1804 или 1807 гг.) епископом (впоследствии митрополитом) Евгением (Болховитиновым) в бумагах новгородского Юрьева монастыря. Данный список грамоты датируется 1128—1132 годами. Датировка основывается на фактах жизни лиц, упоминаемых в грамоте: великий князь Киевский Мстислав Владимирович находился в Киеве с 17 марта 1117 года до смерти 14 апреля 1132 года, Всеволод Мстиславович совершал поездку в Киев, игумен Исайя, который являлся вторым настоятелем Юрьева монастыря, после игумена Кириака, при котором монастырь был основан. Предпочтительной датировкой выступает 1130 год, когда Всеволод Мстиславович посещает отца в Киеве. Участвовали члены археографического кружка Н. П. Румянцева. В 1818 году митрополитом Евгением было предпринято монографическое издание памятника, которое благодаря своему качеству послужило началом для развития русской дипломатики. С грамотой была найдена печать (также имеет название «хрисовул»), которая не могла принадлежать ни одному из князей и атрибутируется Ярославу Всеволодовичу, который занимал новгородский стол четыре раза с 1215 по 1236 годы. Предполагается, что печать была подложена позднее в качестве замены утерянной оригинальной печати.

### Вопрос подлинности
Вопрос подлинности «Мстиславовой грамоты» как акта, датированного 1130 годом был поставлен под сомнение Валентином Лаврентьевичем Яниным в работе «Печать Мстиславовой грамоты», на основании атрибуции печати текста (на которой изображен святой Федор Стратилат с одной стороны и «Господь Вседержитель» с другой). По предположению исследователя, печать принадлежала Ярославу Всеволодовичу, сыну Всеволода Большое Гнездо, правившего в Великом Новгороде с 1215 по 1236 год. В последующей работе «К вопросу о дате древнейшего русского акта» Янин выстраивает следующую гипотезу: «Мстиславова грамота» может оказаться архивной копией, выданной взамен потерянного оригинала. Эту теорию прорабатывает Алексей Алексеевич Гиппиус в статье «Загадки Мстиславовой грамоты». Он утверждает, что в пользу этого говорит факт описки, исправленной писцом. Глагол «далъ», обозначающий акт дарения в контексте грамоты не может быть пропущен при написании текста впервые. Вторым аргументом в пользу копии служит диакритика Мстиславовой грамоты и ее интерпункция. Однако, палеографический анализ «Мстиславовой грамоты» Г. А. Ильинского вывел в ней все признаки уставного письма XII века, что опровергает возможность её написания в XIII веке. Существует альтернативная гипотеза, она строится на приписке, добавленной к пожалованию, сделанной в более позднее время. Гиппиус делает такой вывод на основании использования других чернил и иного почерка писца, а также орфографических различиях. Факт использования в приписке листового сусального золота, позволяет сделать вывод, что приписка является не просто пометкой, а официальным добавлением к акту, сделанным после его создания. Гиппиус не отрицает возможности существования копийного характера текста, но и не поддерживает его, аргументируя это вероятностью существования двух экземпляров оригинала или же наличием чернового варианта акта. Важно отметить, что «Мстиславова грамота» обладает особой композиционной структурой, не характерной для подобных текстов в дальнейшем. Именно композиционное решение натолкнуло ученых на идею о том, что текст исправлялся. На основании исторических событий в 1232 году Юрьевский монастырь участвовал в мятеже со стороны оппозиции, в результате чего утратил часть своих владений (волость Буйцы), которые были ему возвращены после смерти старшего сына Ярослава, (Фёдора), благодаря приписке на оригинальном документе. Таким образом исследователи пришли к выводу, что текст грамоты является оригинальным, однако содержит приписку сделанную сто лет спустя.

## Характеристика грамоты

### Особенности композиции
Мстиславова грамота имеет двоякую структуру ввиду особой интитуляции. Подобный принцип встречается в некоторых берестяных грамотах, посыл которых мог быть одновременно направлен двум адресатам. В рассматриваемой грамоте «двойственность» проявляется иным образом: со стороны субъекта речи и с точки зрения объекта жалования. В тексте происходит смена повествователя от Мстислава к его сыну Всеволоду. Первая часть представлена под авторством Мстислава, затем без конкретного перехода слово передается Всеволоду, который дополняет указ другим видом пошлины. Смена «адресанта» неочевидна на первый взгляд, так как в грамоте сохраняется повествование от первого лица. Тем не менее, исследователям удалось установить соответствие между линиями повествования и историческим контекстом. Так, доктор филологических наук, лингвист А. А. Гиппиус пишет о грамоте формой диалога между отдающим приказ Мстиславом и его сыном Всеволодом.

### Содержание и назначение грамоты
Документ представляет собой жалованную грамоту, которая утверждает передачу права Юрьеву монастырю владеть землями и получать с них пошлины. Этот документ издавался от лица великого князя Мстислава Владимировича, правившего в Киеве. Так как земли передавались во владение Юрьева монастыря, акт был адресован игумену Исайе. Данный приказ было поручено исполнить сыну князя — Всеволоду Мстиславичу. который в это время занимал престол в Новгороде.
В грамоте речь идёт о праве владеть территорией Буйцы. По поводу этого населенного пункта до сих пор ведутся споры. Дело в том, что с таким названием существовало как село, так и волость. Поэтому нельзя точно утверждать, какая территория подразумевалась. Проблемы возникли не только с определением топонима, но и с чёткой датировкой в связи с тем, что в грамоте не упоминаются временные рамки: нет указания на месяц или год. Путём сопоставления биографии князей и сведениях о настоятелях Юрьева монастыря лингвисты и филологи определили временной период написания грамоты: 1128—1134 года.